# خوان رافائل فوئنتس
خوان رافائل فوئنتس (انگلیسی: Juan Rafael Fuentes؛ زادهٔ ۵ ژانویهٔ ۱۹۹۰) بازیکن فوتبال اهل اسپانیا است.
از باشگاه‌هایی که در آن بازی کرده‌است می‌توان به باشگاه فوتبال کوردوبا و باشگاه فوتبال اسپانیول اشاره کرد.